# Aporodes floralis
Aporodes floralis là một loài bướm đêm trong họ Crambidae.